# Lepidopilum surinamense
Lepidopilum surinamense är en bladmossart som beskrevs av C. Müller 1848. Lepidopilum surinamense ingår i släktet Lepidopilum och familjen Daltoniaceae. Inga underarter finns listade i Catalogue of Life.